# 三輪休雪
三輪休雪（みわ きゅうせつ）とは山口県萩市の萩焼窯元・三輪窯の当主が代々襲名している陶芸作家としての名跡である。単に休雪（きゅうせつ）とのみ呼ばれることもある。当代は第13代。
三輪窯は江戸時代寛文年間に起こったと言われ、代々坂高麗左衛門の坂窯と共に萩藩の御用窯を務めていた由緒ある窯元である。

## 歴代の休雪
いずれも三輪窯の当主の時は休雪を名乗り、隠居後、隠居した上での号を名乗る。
- 初代 - 三輪休雪（本名利定、通称吉兵衛　1630年～1706年）
- 第8代 - 三輪雪山（1865年～?）
- 第9代 - 三輪雪堂（雪山の子　?～1927年）
- 第10代 - 三輪休和（本名邦廣、第9代雪堂の次男、人間国宝　1927年～1967年）
- 第11代 - 三輪壽雪（本名節夫、第9代雪堂の三男、人間国宝　1967年～2003年）
- 第12代 - 三輪龍氣生（本名龍作、第11代壽雪の長男　2003年～2019年）
- 第13代 - 三輪休雪（当代、本名和彦、第11代壽雪の三男   2019年～）